# شهربندان

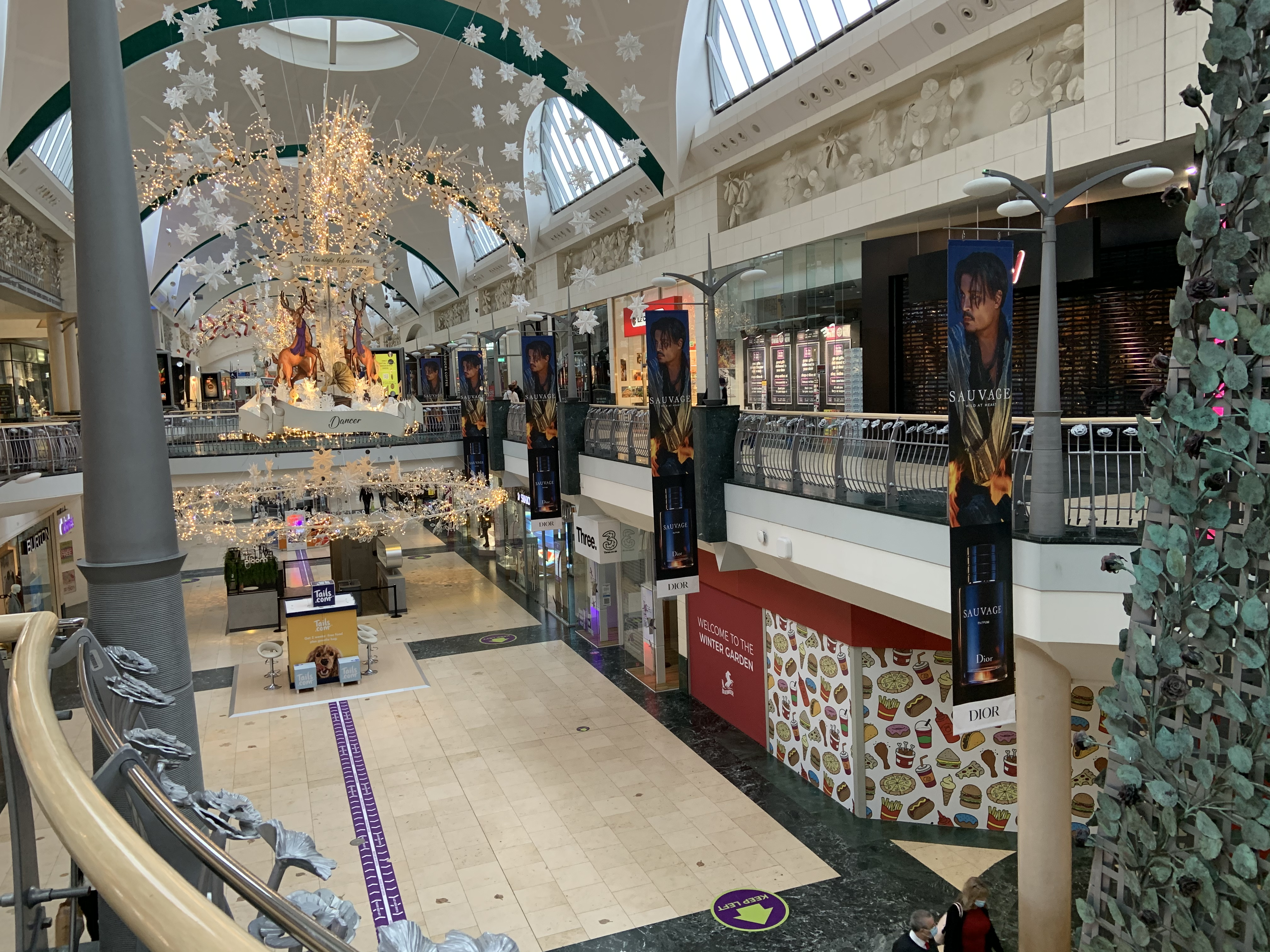
شهربندان بخاطر محافظت از افراد صادر میشود

شهربندان یا دستور خانه‌نشینی، (انگلیسی: Lockdown) یک پروتکل اضطراری است که از افراد خواسته می‌شود در همان جایی که هستند باقی بمانند و آزادانه از منزل خارج نشوند. این درخواست معمولاً برای محافظت از جان خود شخص یا دیگران صادر می‌شود.
این پروتکل معمولاً فقط توسط شخصی در موقعیت اقتدار قابل طرح است. دستور خانه‌نشینی نیز می‌تواند برای محافظت از افراد در داخل یک مرکز یا به عنوان مثال یک سیستم محاسبات در برابر یک تهدید یا یک رویداد خارجی دیگر استفاده شود.